# Sulfure de tétraméthylthiurame
Le sulfure de tétraméthylthiurame est un composé chimique de formule (CH3)2NCS–S–SCN(CH3)2. Il se présente sous la forme d'une poudre jaune soluble dans les solvants organiques. Ce composé organosulfuré est le plus simple des sulfures de tétraalkylthiurame.
On peut obtenir le sulfure de tétraméthylthiurame par désulfuration du thirame (CH3)2NCS–S–S–SCN(CH3)2 avec de la triphénylphosphine P(C6H5)3 ou du cyanure CN− :
(CH3)2NCS–S–S–SCN(CH3)2 + P(C6H5)3 → (CH3)2NCS–S–SCN(CH3)2 + SP(C6H5)3.
Une étude par cristallographie aux rayons X a montré que la molécule est constituée de deux sous-unités planes (CH3)2NCS− unies par un pont sulfure en formant un angle dièdre approchant 90°.